# Witold Kapuściński
Witold Maciej Kapuściński (ur. 25 maja 1882 w Poznaniu, zm. 19 czerwca 1951 tamże) – polski lekarz okulista, profesor i dziekan Wydziału Lekarskiego Uniwersytetu Poznańskiego (później – Akademii Medycznej) i Tajnego Uniwersytetu Ziem Zachodnich, prezes Polskiego Towarzystwa Okulistycznego i Wydziału Lekarskiego Poznańskiego Towarzystwa Przyjaciół Nauk.

## Życiorys

### Pochodzenie i edukacja
Witold Maciej Kapuściński był synem Bolesława, znanego poznańskiego lekarza i Stanisławy z Bendów. Miał siostrę Irenę (później żonę okulisty, prof. Jana Stasińskiego). Uczył się w poznańskim Gimnazjum im. Bergera. Studiował medycynę (interesował się przede wszystkim okulistyką) na uniwersytetach w Genewie, Berlinie, Monachium i Lipsku, a następnie w Uniwersytecie we Fryburgu (Fryburg Bryzgowijski), gdzie w 1908 otrzymał dyplom lekarski i doktorat z medycyny.

### Praca zawodowa przed rokiem 1914
Po doktoracie specjalizował się w uniwersyteckiej klinice okulistycznej w Berlinie (Universitäts-Augenklinik Berlin) pod kierownictwem prof. Michela, a w następnych latach był asystentem prof. Schoelera i prof. Hippela w Halle. Dokształcał się również w specjalistycznych klinikach w Wiedniu, Zurychu i Lyonie.
Od 1912 prowadził prywatną praktykę lekarską w Poznaniu, równocześnie pisząc artykuły naukowe, publikowane w „Nowinach Lekarskich”. W roku 1914 planował przejście do pracy w Uniwersytecie Jagiellońskim u prof. Bolesława Wicherkiewicza, pierwszego prezesa Polskiego Towarzystwa Okulistycznego (1911–1915), jednak wybuch I wojny światowej spowodował zmianę planów.

### Lata 1914–1922
W okresie I wojny światowej przebywał w Poznaniu. W roku 1917 został powołany do niemieckiego wojska i został ordynatorem w wojskowym szpitalu okulistycznym. Po wybuchu powstania wielkopolskiego objął – ze stopniem kapitan-lekarz – oddział oczny w III Szpitalu Okręgowym Wojska Polskiego (zob. Armia Wielkopolska). Kierował tym oddziałem do 1922.

### Lata 1922–1939
W okresie II RP nadal mieszkał w Poznaniu. Po przejściu do rezerwy w roku prowadził wykłady z okulistyki na Wydziale Lekarskim Uniwersytetu Poznańskiego. Otrzymał też zadanie organizacji kliniki ocznej. W 1922 uzyskał habilitację, a w kolejnych latach został:
- kierownikiem katedry jako zastępca profesora (1923),
- profesorem nadzwyczajnym (1924),
- profesorem zwyczajnym (1936).

### II wojna światowa i lata powojenne
W czasie II wojny światowej przebywał w Warszawie. We wrześniu 1939 w bombardowanym, oblężonym mieście utworzył wojskowy szpital oczny. W czasie okupacji niemieckiej wykładał, do chwili wybuchu powstania warszawskiego, na tajnym Uniwersytecie Ziem Zachodnich (po upadku powstania – na UZZ w Krakowie).
W marcu 1945 wrócił do Poznania. Został pierwszym po wojnie dziekanem Wydziału Lekarskiego UP. Kierował kliniką okulistyczną, zorganizowaną w Szpitalu Miejskim, a następnie w Szpitalu Przemienienia Pańskiego.
Zmarł nagle 19 czerwca 1951 w Poznaniu. Został pochowany 23 czerwca 1951 na cmentarzu parafialnym Bluszczowa (kwatera I-L-55/56).

## Publikacje i działalność w stowarzyszeniach naukowych
Opublikował 68 artykułów naukowych, w języku polskim, francuskim, angielskim i niemieckim, m.in.:
- Studia doświadczalne i kliniczne w sprawie istoty schorzeń jagliczych spojówki, rozprawa habilitacyjna (1911),
- Studia doświadczalne nad jaskrą (1924),
- Kilka uwag o operacji zaćmy w torebce (1924).

Rozpoczął opracowywanie podręcznika okulistyki, którego jednak nie ukończył. Wyniki badań prezentował na międzynarodowych zjazdach okulistów we Francji i w Niemczech.
W latach 1935–1950 pełnił funkcję prezesa Polskiego Towarzystwa Okulistycznego (od roku 1950 był członkiem honorowym). Od 1936 był członkiem korespondentem Polskiej Akademii Umiejętności, a od 1945 – członkiem czynnym. Należał również m.in. do:
- International Council of Ophtalmology (Councilium Ophtalmologicum),
- Societé Francaise d’Ophtalmologie,
- redakcji czasopisma „British Journal of Ophthalmology”
- Poznańskiego Towarzystwa Przyjaciół Nauk (przewodniczący Wydziału Lekarskiego).

## Życie prywatne
Ożenił się z Janiną Psarską. Ich jedyny syn, Witold Juliusz, został również profesorem-okulistą; był poza tym poetą i prozaikiem.